# Керогли
«Керогли», «Кероглу» — фольклорно-епічний пам'ятник, поширений у народів на Близькому Сході та у Середній Азії, названий за іменем свого головного персонажа — народного героя.
Вчені-дослідники вважають, що сюжетно епос склався близько XVII століття. 

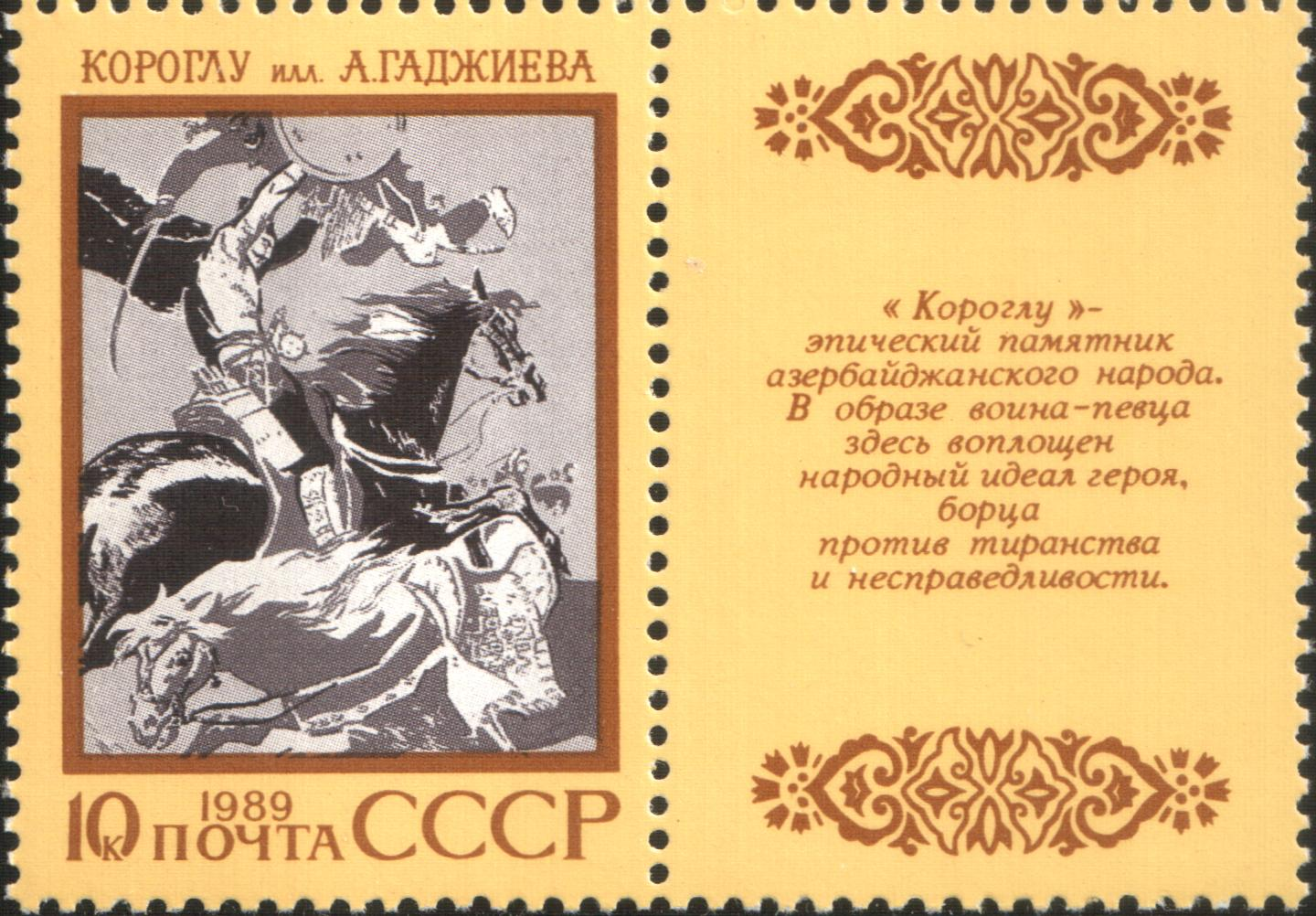
Кероглу на поштовій марці СРСР, 1989 рік

Версії «Керогли» дуже умовно можна розділити на 2 групи: 
- західну — вірменська, грузинська, курдська, азербайджанська, турецька, кримськотатарська версії, що є висхідними до огузького (найближчий з сучасних — азербайджанського) епосу «Керогли»;
- східну — туркменський «Герогли», узбецький і казахський «Горогли», таджицький «Гуруглі» або «Гургула».

У всіх «західних» версіях герой — народний месник і поет-імпровізатор, мета життя якого — відплатити тирану, який осліпив його батька (звідси ім'я героя «Син сліпого»). Ці версії складаються з окремих прозових оповідань про подвиги Керогли у поєднанні з віршованими вставками — епічними та ліричними піснями, авторство яких приписується самому героєві.
Такий епос загалом носить напівісторичний-напівлегендарний характер, очевидно, зберігаючи сліди діяльності реальної історичної особи, яким подають Керогли низка документів XVI—XVII століть, що дійшли до наших днів (повідомлення вірменського історика Аракела Тавризького, архівні матеріали, які зберігаються в Національній бібліотеці Стамбула та ін.) У образі Керогли втілений народний ідеал героя, справедливого і чесного правителя.
«Західні» версії епосу багаті на біографічні та побутові деталі, які свідчать про те, що епічні легенди ще не стали у повній мірі героїчним епосом. Так, головний персонаж — Керогли у багатьох цих версіях виступає «благородним розбійником». Турецька версія, поширена в Анатолії та на Балканах, узагалі має форму невеличкої повісті. Її герой — утікач, що бореться з місцевим феодалом Болубеєм, мстить за особисту образу.
На противагу «західним» варіантам середньоазійські версії Керогли склалися у повноцінний епос-дастан. Вони об'єднані спільними ознаками, багато в чому відмінними від західних. Герой у «східних» версіях народився від мертвої матері в могилі (звідси його ім'я Герогли «Син могили»). У цих епосах герой є справжнім епічним богатиром, справедливим монархом шляхетного походження. Він та його дружина (40 молодців) воюють з сусідніми феодалами, захищаючи батьківщину. У всіх цих версіях герой мешкає в казковій країні (Чамбел, Шамлибел), де панує дух рівності і братерства. Середньоазійські версії всотали багато казково-фантастичних елементів. Узбецька і казахська версії в значній частині, а таджицька версія цілком і повністю написана у віршованій формі.
Видання епосу і бібліографія досліджень:
- Кёр-оглу, восточный поэт-наездник, Тифлис, 1856
- Жирмунский В. М. и Зарифов Х. Т., Узбекский народный героический эпос, М., 1947
- Гороглы, Ашгабат, 1958
- Кёроглу. Азербайджанский народный эпос., Баку: Изд-во АН Азербайджанской ССР, 1959, 388 стор.
- Каррыев Б. А., Эпические сказания о Кёр-оглы у тюркоязычных народов, М., 1968
- Короглы Х., Новая версия «Кёроглу», в кн.: Теоретические проблемы восточных литератур, М., 1969
- Гер-оглы. Туркменский героический эпос («Эпос народов СССР»), М.: «Наука», 1983, 808 стор.
- Гуругли (Девять сказаний о подвигах Гуругли и Аваза - богатыря)., Дш.: «Ифрон», 1983, 160 стор.
- Родники в песках. Из туркменской народной поэзии., Ашхабад: «Магарыф», 1984, 176 стор.
- Гуругли. Таджикский народный эпос («Эпос народов СССР»), М.: «Наука», 1987, 701 стор.
- Каррыева А. Б. Поэтическая система эпоса «Героглы», Ашхабад: «Ылым», 1990, 122 стор.